# Factorio
Factorio – gra komputerowa łącząca gatunki strategicznej i symulacyjnej, opracowana i wydana w 2020 roku przez  studio Wube Software. Jest to symulacja budowy i zarządzania fabryką, zawierająca elementy strategiczne, tower defense i przetrwania. Jej silną inspiracją były modyfikacje Tekkit, BuildCraft i IndustrialCraft do Minecrafta. Twórcy wskazują też na inspirację i podobieństwa do ekonomicznego aspektu serii gier strategicznych Anno i systemu transportu z Transport Tycoona.
Gra powstała dzięki kampanii crowdfundingowej na platformie Indiegogo.

## Rozgrywka
Gracz wciela się w rolę inżyniera, którego statek kosmiczny rozbija się na obcej planecie. Rozbitek musi zbierać zasoby naturalne, aby zaprojektować i wybudować fabrykę, przy pomocy której zbuduje rakietę, która pozwoli mu opuścić planetę.
Dostępne są zarówno tryby dla jednego gracza, jak i dla wielu graczy.

### Początek gry
Gracz rozpoczyna grę jako rozbitek na obcej planecie. Ma do dyspozycji jedynie kilof, zestaw surowców i maszyny do wydobywania i przetopu rud metali.

### Budowa fabryki
Na mapie znajdują się złoża m.in. rud metali, węgla, ropy naftowej. Pozyskane surowce gracz może wykorzystać do tworzenia maszyn, pojazdów i odkrywania zaawansowanych technologii. Z początku produkcja maszyn odbywa się ręcznie, jednak z czasem gracz uzyskuje dostęp do maszyn produkujących inne maszyny z półproduktów.
Do transportu surowców wykorzystuje się automatyczne taśmociągi, z czasem gracz zyskuje dostęp do pociągów oraz autonomicznych dronów.
Ponieważ cała gra skupia się na projektowaniu i automatyzacji, twórcy gry przygotowali możliwość kopiowania i przenoszenia konstrukcji przy pomocy planów konstrukcyjnych (tzw. blueprintów). Można za ich pomocą masowo ulepszać budynki, przesuwać elementy fabryki i wydawać zdalne polecenia autonomicznym dronom.
Głównym celem gry jest stworzenie fabryki zdolnej wysłać rakietę na orbitę, jednak nie musi to być koniec rozgrywki, gdyż jest to gra z otwartym światem, toteż gracz może kontynuować rozbudowę fabryki, stawiając sobie własne cele.

### Walka
Gracz jest atakowany przez rdzenną faunę planety – rasę opancerzonych owadów – która staje się coraz bardziej agresywna w miarę wzrostu emisji zanieczyszczeń wytwarzanych przez fabrykę gracza. Rozwój fabryki musi więc odbywać się w sposób zrównoważony, aby nadmierne zanieczyszczenia nie wabiły rozgniewanych przeciwników.
Do obrony gracz może użyć m.in. osobistej broni palnej, automatycznych wieżyczek obronnych, czołgów i autonomicznych robotów. W miarę postępów w grze wrogowie ewoluują i stają się coraz trudniejsi do pokonania, wymuszając coraz bardziej zaawansowane narzędzia.
Gra pozwala na włączenie trybu „pokojowego”, w którym fauna nie jest agresywna do czasu aż sama nie zostanie zaatakowana.

### Tryb wieloosobowy
Tryb wieloosobowy umożliwia wspólną grę na jednej mapie w sieci LAN i przez Internet.

## Historia
Gra rozwijana była od połowy 2012 roku, początkowo przez jednego programistę, następnie we wrześniu 2014 roku Michal Kovařík i Tomáš Kozelka stworzyli Wube Software z siedzibą w Pradze w Czechach. Aby sfinansować grę, zespół rozpoczął zbiórkę na platformie Indiegogo, dzięki której od 31 stycznia do 3 marca 2013 zebrano 21 626 euro, przekraczając zakładany cel 17 tys. euro.
Po sukcesie crowdfundingowym firma Wube sprzedała edycje gry z wczesnym dostępem, aby zebrać dalsze fundusze. Od marca 2021 roku zespół liczył 18 członków.
Gra została wydana na platformie Steam w ramach wczesnego dostępu 25 lutego 2016 r., ale można ją było pobrać z jej oficjalnej strony internetowej od początku prac rozwojowych.
Oficjalnie została wydana 14 sierpnia 2020 r. na systemy Windows, macOS i Linux. Pierwotna premiera planowana była na 25 września 2020 r., ale została przesunięta o miesiąc, aby nie konkurować z premierą Cyberpunka 2077, którego premiera planowana była wówczas na 17 września 2020 r.
Wersja gry na Nintendo Switch została wydana 28 października 2022 roku.
25 sierpnia 2023 został zapowiedziany dodatek, Factorio: Space Age, którego głównym tematem jest eksploracja kosmosu. Rozszerzenie wydano 21 października 2024.